# Pierre-Grise
La Pierre-Grise est un menhir situé sur la commune de Neauphlette dans le département des Yvelines.

## Description
Le menhir est une pierre en calcaire tendre. Il mesure 1,90 m de hauteur, 2 m de largeur à la base pour une épaisseur moyenne de 0,80 m. La pierre comporte de nombreuses fissures naturelles.
Selon Cassan, en 1801, un résident du village, espérant trouver un trésor au pied du menhir, y fit pendant la messe de minuit des fouilles sur deux mètres de profondeur mais n'y trouva rien.